# Fayza Haikal
Pour les articles homonymes, voir Haikal.
Fayza Haikal (en arabe فايزة هيكل), née le 11 avril 1938, est une égyptologue égyptienne. Docteure dans son domaine, elle l'enseigne notamment à l'université américaine du Caire.

## Biographie

### Enfance et études
Fayza Haikal naît en 1938, d'un père politicien et intellectuel.
Elle reçoit une éducation laïque et internationale, au sein du lycée français du Caire.
Elle fréquente la faculté des arts de l'université du Caire (ar), où elle obtient un bachelor en égyptologie,.
Elle part étudié en Angleterre dans les années 1960, à l'université d'Oxford : elle devient la première femme égyptienne à obtenir un doctorat en égyptologie, avec des recherches portant sur les papyri égyptiens conservés au British Museum,,.

### Carrière
En 1960, avant de partir étudier en Angleterre, elle participe à la mission de sauvetage de l'UNESCO en Basse-Nubie, en documentant les hiéroglyphes des monuments submergés par la construction du haut barrage d'Assouan, dans un contexte où les femmes sont très peu présentes sur le terrain.
En Angleterre, elle continue à être confronté à une résistance du monde de l'archéologie par rapport à son statut de femme : malgré son expérience, elle est refusée au sein de la mission britannique en Nubie, son superviseur arguant qu'il ne « prends pas de filles dans [son] équipe ».
Fayza Haikal dirige la protection des sites archéologiques dans le nord du Sinaï lors de la construction du Canal de la Paix de 1992 à 1996.
Elle a été présidente de l'Association internationale des égyptologues, en étant la première femme à occuper ce poste.
Elle enseigne en tant que professeure invitée à l'université de Rome en 1994, à l'université Paris-Sorbonne la même année, et à l'université Charles de Prague en 2000,. Elle donne également des conférences en Amérique du Nord, en Amérique du Sud, en Europe, en Extrême-Orient et en Afrique,. Elle est professeure à l'université américaine du Caire.
De 2006 à 2007, elle occupe la Chaire Blaise Pascal à l'École normale supérieure de Paris,,.

### Distinctions
Un ouvrage de mélanges, intitulé Hommage à Fayza Haikal, est publié par l'Institut français d'archéologie orientale en 2003.
En 2015, elle est nommée « Femme de l'année » par la Société d'exploration de l'Égypte et le ministère des Antiquités égyptiennes,.